# Brand New Day (Lyrical School)
Pour les articles homonymes, voir Brand New Day.
Singles de lyrical school
Waratte.net / My Kawaii Nichijōtachi
(11 décembre 2013) Fresh!!!
(15 juillet 2014)
Brand New Day (écrit brand new day) est le 7e single du groupe de hip-hop japonais lyrical school sorti en avril 2014.

## Détails du single
Le single sort le 2 avril 2014 sous le label T-Palette Records en trois éditions : une édition régulière (contenant le CD seulement) deux éditions limitées notées A (contenant le même CD et une DVD en supplément) et B (contenant un CD différent).
Le single se classe 13e du classement hebdomadaire des ventes de l'Oricon.
Le CD de l'édition régulière comprend la chanson-titre brand new day, une chanson en face B intitulée Sing, Sing ainsi que leurs versions instrumentales. Les paroles de la chanson-titre brand new day ont été écrites par LITTLE de Kick the Can Crew. La musique a été composée et arrangée par AxSxE de Natsumen qui a travaillé avec des artistes tels que Kaela Kimura. La chanson de la face B Sing, Sing a été écrite et composée Sensui Masacherry (ex-membre de WEEKEND). Il avait déjà réalisé Maybe Love sur le 4e single du groupe intitulé Ribbon wo Kyutto, sorti deux ans auparavant, en décembre 2012 par la formation originale du groupe.
L’édition limitée A inclut un DVD bonus avec des vidéos du groupe en concert. L’édition limitée B contient deux chansons remixée par Tofubeats et 521 en tant que pistes supplémentaires : la chanson promotionnelle de l'album date course et la chanson Ribbon wo Kyutto.
La chanson-titre figure un an plus tard sur l'album SPOT qui sort en mars 2015.

## Formation
Membre crédités sur le single : 
- ayaka (leader)
- yumi
- minan
- mei
- hina
- ami

## Listes des titres
Toutes les paroles sont écrites par LITTLE, toute la musique est composée par AxSxE.
| 1. | brand new day                |  |
| 2. | Sing, Sing                   |  |
| 3. | brand new day (instrumental) |  |
| 4. | Sing, Sing (instrumental)    |  |

| 1. | Live Footage (ライブ映像収録) |  |

Toutes les paroles sont écrites par LITTLE (sauf les pistes n°3 et 4 par tofubeats), toute la musique est composée par AxSxE (sauf les pistes n°3 et 4 par tofubeats).
| 1. | brand new day                                                           |  |
| 2. | Sing, Sing                                                              |  |
| 3. | Hitori Bocchi no Labyrinth -Tofubeats Remix- (ひとりぼっちのラビリンス) |  |
| 4. | Ribbon wo Kyutto -521 Remix- (リボンをきゅっと)                         |  |
| 5. | brand new day (instrumental)                                            |  |
| 6. | Sing, Sing (instrumental)                                               |  |